# 山田カントリー
山田カントリー（やまだカントリー）は、かつて吉本興業東京本社（東京吉本、厳密には子会社のよしもとクリエイティブ・エージェンシー）に所属していたお笑いコンビ。東京NSC9期生。2003年4月結成、2018年3月解散。

## メンバー
山田 庸平（やまだ ようへい、1981年1月2日（44歳） - ）
- ツッコミ担当、立ち位置は向かって左。身長173cm。体重68kg。B型。
- 神奈川県大和市出身。
- 趣味はバスケットボール、DVD鑑賞。
- 好物はラーメン、ハンバーグ、ゴボウサラダ。
- 特技は山田タイフーン。
- 高校時代のニックネームは「油」。
- 西島永悟（元・エリートヤンキー、現・シンガリ）曰く、人前が苦手。
- 囲碁将棋のシチサンLIVEで9期忘年会を行った際、満員の客を前にずっと西島の手を握ってトークをしていた。（2009年12月18日シチサンLIVEより）
- 11月27日の花金寄席にて、噛み過ぎて｢どうもありがとうございました｣と挨拶するところを｢どうもすみませんでした｣と謝った。他にも「どうも昭島でした」と言ったこともある。
- 相方・浅井がジャイアント馬場に扮したコントを行った時に「馬場さん」ではなく「浅井くん」と言ってしまい、驚いた相方の顔を見て訂正しようとして「優くん」と下の名前で呼んでしまった。
- 餃子の王将のぎょうざ倶楽部カードを持っている。（2009年10月23日ブログより）
- 以前ライブで「山田カントリーのウィキペディアは無い」という流れになった際、客に上から「誰か作れ」とツッコんだが今は山田カントリーのウィキペディア作成者に感謝している（2010年1月8日ブログより）。
- 畑中しんじろうが｢Tokyo9｣というライブで「おもしろいか・おもしろくないか/売れるか・売れないか/そしてその理由」を評価した際は｢おもろくない/売れるわけない/マジでつまんない｣と言われた。同ライブでは、畑中と山田がどつき合いの喧嘩をするというミニコントをはじめ不仲をネタにしたものが多かった。もちろんネタであり実際に不仲というわけではない。

浅井 優（あさい まさる、1978年1月20日（47歳） - ）
- ボケ担当、立ち位置は向かって右。身長195cm。体重95kg。B型。
- 愛知県名古屋市出身[1]。中京大中京高校を経て、中京大学卒業[1]。保健体育の教員免許を所持しており、大学卒業後2年間は高校の非常勤体育教師を勤めていた[1]。
- 趣味はバスケットボール、洗濯。
- 小学生のころからバスケットボールをはじめ、大学では選手権ベスト4まで進出している。ポジションはパワーフォワード、現在は田村裕（麒麟）が結成したバスケットボールチームの一員としてプレー[1]。2015年に日本プロバスケットボールリーグのトライアウトを受験、1次選考では116人中23人の合格者に名を連ね最終選考に参加したが、指名はなかった[2]。
- 200cm近くある高身長を活かした身長209cmの巨体・ジャイアント馬場の物まねが得意。
- 文田大介（囲碁将棋）、大波康平（タモンズ）、大塚甲喜（元・エレベーターマンション）、滝野元気（元・サヨナラダンス）とルームシェアしている（家賃は9万3000円）。
- また、根建太一（囲碁将棋）とも大変仲が良い。泊まりにきた根建（身長185cm）と同じ布団で寝る。
- R-1ぐらんぷり2009・1回戦敗退。
- 畑中しんじろうが｢Tokyo9｣というライブで「おもしろいか・おもしろくないか/売れるか・売れないか/そしてその理由」を評価した際は｢おもろい/売れない/バケモン｣と言われた。ただし｢バケモンでも、優しいバケモン｣と評している。

## ネタ
- 主に漫才を行う。
- 浅井の高身長を生かしたネタが多い。

## 概要
- 結成のきっかけは、NSCで山田が浅井をナンパしたことから。
- NSC時代は「北まくら」というコンビ名だったが講師に縁起が悪いということで「売れる気あんのか！」と怒られ、泣く泣く「山田カントリー」に改名した。
- 「山田カントリー」の由来は、山田が先輩に名前を覚えてもらえないためコンビ名に名前を入れたいと言い、浅井が「山田カントリー」と言って決まった。
- 出囃子はTHE HIGH-LOWSのサンダーロード。
- 吉本では非常に珍しいB型同士のコンビ。その他のB型コンビはフットボールアワー・インパルス・クレオパトラなど。
- 松橋周太呂（元・ジューシーズ）曰く、NSC時代から今と同じくらいの漫才が出来ていたらしい。しかし逆に言えばそのときから成長していないと言われた[3]。
- 2018年3月30日をもって解散。山田は引退し、浅井はピン芸人『あさいタワー』を経て2019年8月から『バケモン先生』に改名した。

## 出演番組
- クイズ!紳助くん（ABC）（なにわ突撃隊として、浅井のみ）
- 博士と助手〜細かすぎて伝わらないモノマネ選手権〜（フジテレビ、浅井のみ）
- 爆笑レッドシアター（フジテレビ、2009年11月18日） - 「ホワイトシアター」に登場。
- オレワン（フジテレビ、2010年1月5日）（浅井のみ）
- PLAY!AWA'S 〜美と笑いの大お見せ合いパーティ〜（GyaO）
- ぐるぐるナインティナイン（日本テレビ） - 「おもしろ荘へいらっしゃい!」コーナー
- オリエンタルラジオのマンガの日（ヤフー、2009年12月18日）
- キャくれ家（朝日放送、2010年8月13日）
- いきなり!黄金伝説。SP（テレビ朝日、2010年12月23日・2011年2月10日）浅井のみ
- U・LA・LA@7（MXTV、2011年8月16日）- 「よしもとうららちゃん」に登場。
- 火花 第2話（Netflix、2016年6月3日）
- TEMPURA（MTV）

## 単独ライブ
- 2013年2月16日　囲碁将棋プロデュース鷺沼単独DAY「浅井VS山田」（渋谷シアターD）